# Aleuroviggianus adanaensis
Aleuroviggianus adanaensis là một loài côn trùng cánh nửa trong họ Aleyrodidae, phân họ Aleyrodinae.
Aleuroviggianus adanaensis được Bink-Moenen miêu tả khoa học đầu tiên năm 1992.